# الحزب العمالي العام
حزب العمال العام (بالبرتغالية : Partido Geral dos Trabalhadores) كان حزبا سياسيًا برازيليًا وسطيًا. في عام 2002، اندمج مع الحزب الليبرالي، الذي اندمج منذ ذلك الحين مع حزب إعادة إعمار النظام الوطني لإنشاء حزب الجمهورية.